# Арія тореадора Ескамільйо
«Я ваш тост приймаю залюбки» (фр. Votre toast, je peux le rendre) — арія тореадора Ескамільйо з опери Жоржа Бізе «Кармен», також відома як "Куплети тореадора", або "Пісня тореадора". Лібрето написали Людовік Галеві та Анрі Мельяк за новелою Проспера Меріме «Кармен» (1845 р.). Ескамільйо виконує арію одразу, як з’являється в опері у 2-й дії. Пісня розповідає про прояви кохання глядачки та тореадора під час кориди.

## Музика
Арія написана для баритона, має діапазон від B♭ до f1 у розмірі 4/4 в тональності фа-мінор, приспів - у фа-мажорі. Темп — allegro molto moderato (=108).
Арія ефектно розпочинається гучними акордами. Хоровий спів, що слідує за кожним куплетом тореадора, додає пісні емоційності та гучності. Приспів хору згодом підхоплюють Фраскіта, Мерседес, Кармен, Моралес та Цуніга.

## Лібрето
Оригінальний текст

Votre toast, je peux vous le rendre,

Señors, señors car avec les soldats

oui, les toréros, peuvent s'entendre;

Pour plaisirs, pour plaisirs,

ils ont les combats!

Le cirque est plein, c'est jour de fête!

Le cirque est plein du haut en bas;

Les spectateurs, perdant la tête,

Les spectateurs s'interpellent

À grand fracas!

Apostrophes, cris et tapage

Poussés jusques à la fureur!

Car c'est la fête du courage!

C'est la fête des gens de cœur!

Allons! en garde!

Allons! allons! Ah!

(Refrain ×2)

Toréador, en garde! Toréador!

Toréador!

Et songe bien, oui,

songe en combattant

Qu'un œil noir te regarde,

Et que l'amour t'attend,

Toréador, l'amour, l'amour t'attend!

Tout d'un coup, on fait silence,

On fait silence... ah! que se passe-t-il?

Plus de cris, c'est l'instant!

Plus de cris, c'est l'instant!

Le taureau s'élance

en bondissant hors du toril!

Il s'élance! Il entre, il frappe!...

un cheval roule,

entraînant un picador,

"Ah! Bravo! Toro!" hurle la foule,

le taureau va... il vient...

il vient et frappe encore!

En secouant ses banderilles,

plein de fureur, il court!

Le cirque est plein de sang!

On se sauve... on franchit les grilles!

C'est ton tour maintenant!

Allons! en garde! allons! allons! Ah!

(Refrain ×2)

Toréador, en garde! Toréador!

Toréador!

Et songe bien, oui,

songe en combattant

Qu'un œil noir te regarde,

Et que l'amour t'attend,

Toréador, l'amour, l'amour t'attend!

L'amour! L'amour! L'amour!

Toréador, Toréador, Toreador!
У перекладі Олекси Кириченка

Я ваш тост приймаю залюбки, адже

Сеньйори, сеньйори, хоробрий як солдат,

так і тореро — два близнюки!

Щастя, коли чуєм бійки

п’янкий аромат!

Повний цирк — правдиве свято це, коли

Порожніх місць немає жодного!

Люди завзято гасла скандують,

Натовп божевільний, ніби його

Сказ охопив!

Лайка й зойки, грюкотіння —

Усе підігріває страсть!

Свято сміливості й везіння 

Хоробрим перемогу хай віддасть!

Але, стережися!

Але, Але! О!

(Приспів ×2)

Тореадоре, увага! Тореадор!

Тореадор!

Не забувай,

За ареною дівочі

Чорні споглядають очі!

Любов палає в них,

Тореадор, Любов палає в них!

А тоді гомін спиняється,

Гомін спиняється. Що відбувається?

Зараз настане

Мить вирішальна!

Раптом бик розгін

Бере і мчить

На коня. Удар фатальний —

Кінь помирає

Також вибув пікадор.

"Бик наступає!" —\Nнарод волає!

Бик іде в атаку знов...

Йде знов і знов!

Бовтаються на ньому списи,

Він люті сповнений!

Арену вкрила кров!

На обличчях видно страху риси.

Твій вихід! Ти пішов!

Але, стережися! Але, Але! О-о!

(Приспів ×2)

Тореадоре, увага! Тореадор!

Тореадор!

Не забувай,

За ареною дівочі

Чорні споглядають очі

Любов палає в них,

Тореадор, Любов палає в них!

Любов! Любов! Любов!

Тореадор! Тореадор! Тореадор!
У перекладі Максима Рильського

Тост я ваш охоче приймаю

Тореадор солдату друг і брат! 

Серцем солдата я поважаю

Він як ми бій прийнять щоденно рад! 

На війні, в бою кривавім, грізнім,

Де ворог злий – солдату байдужé. 

Гримлять гармати, літають кулі – 

Та солдат іде собі вперед, все вперед! 

На арені зловісний спокій, 

Там юрба тривожно бою жде. 

Як один всі дух свій затаїли, 

Ждуть одважного борця. 

Ну що ж, готуйся. Вперед, вперед, ах!

(Приспів ×2)

Тореадоре, в бій виступай! 

Тореадор (2)

Тисячі там стежать очей!  

Певним ударом бою дай кінець! 

Жде за успіх тебе кохання вінець, 

Тореадоре, кохання вінець.

Раптом бик – він як шалений, 

Із диким зором коло обійшов. 

І враз зірвався, мов навіжений; 

Звір зачув біду і гонить, мчить стрімголов. 

Кров в очах, вся морда в піні, 

Він валить з ніг коня, з ним пікадор летить. 

«Ах, браво, торо», – всі загукали. 

А бик біжить, вперед і все вперед біжить! 

Ще удар, і знову бик біжить,  

От знов удар, і знов. 

Залито кров’ю цирк. 

Бик біжить, жде порятунку. 

Тореадоре, кінчай, ну що ж, кінчай, вперед, вперед! 

(Приспів ×2)

Тореадоре, в бій виступай! 

Тисячі там стежать очей! 

Смерть чи звитяга жде в бою! 

Мусиш ти усміхаться, бо там серденько серед юрби і так з тривоги мре!

Щоб там не сталось, мусиш ти усміхатись… 

Любов, любов!

Тореадоре, тореадоре, там жде любов!

## Зовнішні посилання
- Арія тореадора Ескамільйо, мовою оригіналу, переклад субтитрами Олекси Кириченка, виконує Аріс Аргіріс.
- Арія тореадора Ескамільйо, українською мовою, переклад М. Рильського, виконує Павло Бєльський
- Арія тореадора Ескамільйо, українською мовою, переклад М. Рильського та О. Галабудської, виконує Іван Матковський
- Арія тореадора Ескамільйо, українською мовою, переклад М. Рильського, виконує Дмитро Гнатюк
- Арія тореадора Ескамільйо, українською мовою, переклад М. Рильського, виконує Юрій Гуляєв